# Mogote
Mogote è un distretto della Costa Rica facente parte del cantone di Bagaces, nella provincia di Guanacaste.